# Joint (mathématiques)
Pour les articles homonymes, voir Joint.

Le joint des deux segments bleu et vert est le polyèdre gris.

En mathématiques, le joint de deux espaces topologiques X et Y est une construction topologique ; c'est l'espace formé de tous les segments joignant les points de X aux points de Y.

## Définition
Le joint de deux espaces topologiques X et Y, noté X ∗ Y, est le quotient du cylindre sur le produit cartésien de ces espaces, X×Y×I, avec les identifications {\displaystyle (x,y_{1},0)\sim (x,y_{2},0)} et {\displaystyle (x_{1},y,1)\sim (x_{2},y,1)}.
Le sous-espace X ×Y×{0} a donc été écrasé sur X et le sous-espace X ×Y×{1} sur Y.
Si ces deux espaces sont pointés, leur joint réduit est le quotient du joint par le cylindre sur le couple des points de base.

## Exemples
Le joint avec le point définit le cône sur cet espace.
Le joint d'un espace X avec deux points définit la suspension de X.